# Медокс, Роман Михайлович
Роман Михайлович Медокс (1795—1859) — российский авантюрист, сын выходца из Англии Михаила Медокса.

## Биография
Родился в семье театрального антрепренёра, создателя предтечи Большого театра. По национальности англичанин или английский еврей (Бенкендорф именует его жидом английским). Из отцовского дома был подростком изгнан за распутство, после чего поступил на военную службу.
В 1812 году 17-летним юношей Роман Медокс отправился на Кавказ, где под именем Соковнина, поручика лейб-гвардии Конного полка и адъютанта министра полиции Балашова старался собрать ополчение из горцев для борьбы с французами. Благодаря содействию властей он почти преуспел в своём предприятии (в частности, получил от вице-губернатора 10 тысяч рублей на расходы), но вскоре настоящее звание его (корнет и адъютант атамана Платова) было открыто, он был препровождён в Санкт-Петербург и посажен в Петропавловскую крепость, затем был переведён в  Шлиссельбургскую крепость, где провёл 14 лет. 
В 1827 году Медокс был освобождён из крепости и отправлен под надзор полиции в Вятку, куда прибыл в 1828 году. Медокс сперва вёл себя очень сдержанно, в силу чего надзор за ним был смягчён, а пристав Молчанов даже доносил в Санкт-Петербург о его благонравном поведении. Однако меньше чем через год Медокс, войдя в сговор с двумя мещанами, бежал из Вятки, причём его отсутствие выяснилось только несколько дней спустя.
По этому поводу министр внутренних дел Ланской писал вятскому губернатору А. И. Рыхлевскому: «Государь Император узнал с удивлением, что Медокс сделал побег из Вятки и изволит относить сие не к чему иному, как к слабому надзору за сим преступником и поэтому повелевал в кратчайшие сроки учинить должное взыскание с виновных». 
Было учинено следствие, на котором рассматривались действия вятского городничего Дробинского и частного пристава Молчанова, а также мещан Матанцева и Беляева. Найти самого Медокса, однако, долгое время не удавалось. Только четыре месяца спустя он был пойман на Кавказе с фальшивым паспортом, но сбежал из-под конвоя, добрался до Одессы, откуда отправил два дерзких письма на имя императора, после чего был арестован и сослан в Сибирь.
Прибыв в ссылку в Иркутск, Медокс втёрся в доверие к местному городничему Муравьёву, бывшему декабристу, и поступил в его семью домашним учителем. В Иркутске Медокс познакомился и с другими декабристами, проживавшими в городе на правах ссыльных, в том числе со своими старыми знакомыми по заключению в Шлиссельбурге, после чего отправил государю донос о том, что в Иркутске ссыльные, при участии городничего Муравьёва, снова создали тайное общество «Союз Великого Дела» и замышляют заговор против императора. К доносу отнеслись с большим вниманием, Медокс был вызван в Петербург, началось расследование, которое вскрыло полную несостоятельность обвинений, выдвинутых Медоксом.
Когда ложность его показаний стала ясной, Медокса было приказано арестовать, однако он сбежал. Только спустя три месяца Медокса в очередной раз схватили и отправили в Шлиссельбург, где он просидел ещё 22 года, до конца царствования Николая I, был выпущен по приказу Александра Второго в 1856 году, и в 1859 скончался.

## Оценки
Одиозная биография Медокса в Российской империи оставалась запретной темой. Так, энциклопедия Брокгауза и Эфрона сообщала о нём:

В 1830 году жил в Иркутске. По другому сообщению, в 1827 году Медокс жил в Вятке, откуда бежал в 1828 году. В 1830-х годах он был посажен в Шлиссельбургскую крепость, откуда выпущен в 1855 году. Вообще причины, по которым Медоксу приходилось так много вынести, не выяснены.— ЭСБЕ
Брокгауз также указывает, что Медокс одно время состоял преподавателем в Омском кадетском корпусе и занимался геологическими исследованиями, печатавшимися в журналах (достоверность этой информации под вопросом). В качестве источников энциклопедия ссылается на сообщения К. П. Медокса в «Русской старине» (1880 г., № 9) и «Русском Архиве» (1886 г., № 10), а также на подлинную записку Медокса о попытке собрать ополчение на Кавказе, напечатанную в «Русской Старине» (1879 г., № 12), и выдержки из дела Медокса, хранящегося в Военно-учёном архиве Главного штаба, напечатанного Зиссерманом в «Русской Старине» (1882 г., № 9).
Со своей стороны, советские историки справедливо именовали Медокса провокатором и интересовались им исключительно в контексте дела декабристов. 